# أمير (مغني)
أمير (بالتركية: Emir)‏ هو مغني تركي، ولد في 7 سبتمبر 1980 في إسطنبول في تركيا.

## وصلات خارجية
- أمير على موقع ميوزك برينز (الإنجليزية)
- أمير على موقع ديسكوغز (الإنجليزية)